# Tiền phong (quân nhà Thanh)
Tiền phong (Mãn Châu: gabsihiyan, giản thể: 前锋; phồn thể: 前鋒; bính âm: qiánfēng), là những quân lính thuộc Tiền phong doanh (前鋒營), là một dạng quân thuộc hàng Cấm vệ quân của nhà Thanh, thuộc Kỳ phân Tá lĩnh của Bát Kỳ Mãn Châu và Mông Cổ.

## Khái quát
Thanh quân Bát Kỳ binh thiết lập Tiền phong doanh là ở Thiên Thông thứ 8 (1634), lúc ấy định Tiền tiêu binh của Ba Nha Lạt doanh, đơn vị này khi ấy được gọi là Cát Bố Thậm Hiền Siêu Cáp (噶布什賢超哈).
Đầu năm Thuận Trị (1644), định đem Cát Bố Thậm Hiền Siêu Cáp của hai kỳ phân Mãn Châu, Mông Cổ làm hai cánh Tả hữu, mỗi cánh thiết Cát Bố Thậm Hiền Cát Lạt Y Ngang Bang (噶佈什賢噶喇依昂邦), mỗi cánh 1 người. Năm thứ 17 (1660), sửa tên quân thành [Tiền phong Thống lĩnh], định Tiền phong doanh làm hai cánh Tả hữu, cánh tả chưởng Tương Hoàng kỳ, Chính Bạch kỳ, Tương Bạch kỳ và Chính Lam kỳ; còn cánh Hữu giữ 4 kỳ còn lại, là Chính Hoàng kỳ, Chính Hồng kỳ, Tương Hồng kỳ và Tương Lam kỳ.
Biên chế thiết định, cánh Tả và cánh Hữu, mỗi cánh thiết Tiền phong Thống lĩnh (前鋒統領), hàm Chính nhị phẩm, do Vương công đại thần kiêm lãnh. Mỗi cánh Thống lĩnh, lại thiết lập Tham lĩnh (參領), hàm Chính tam phẩm, mỗi kỳ là 1 người, cộng 8 người. Thị vệ (侍衛), bam đầu Chính ngũ phẩm, sang thời Càn Long tăng thành Chính tứ phẩm, có tám người. Hàng Thị vệ trụ sở, đội mũ Ngũ phẩm, mỗi bên 4 người. Tiền phong giáo (前鋒校), hàm Chính lục phẩm, mỗi bên có 44 người. Bút thiếp thức (筆帖式), xử lý công văn, mỗi bên 4 người.
Theo quy định thời Thanh, sung vào Tiền phong doanh đều từ Kỳ phân Tá lĩnh của hai kỳ phân Bát Kỳ Mãn Châu, Bát Kỳ Mông Cổ mà chọn mỗi Tá lĩnh được 2 người dũng mãnh cường tráng. Tính sơ thời Thanh, Bát Kỳ Mãn Châu cùng Bát Kỳ Mông Cổ có tổng 885 Tá lĩnh, bởi vậy toàn doanh binh ngạch có tầm 1770 người. Khi thiếu khuyết, Tiền phong Thống lĩnh sẽ kết hợp Hộ quân Thống lĩnh tiến hành tuyển ngạch bổ sung. Nhiệm vụ của họ, cũng như các quân doanh Hộ quân doanh, Thần cơ doanh hoặc các quân doanh Nội vụ phủ thuộc Cấm vệ quân, là bảo vệ Hoàng đế mỗi khi xuất kinh sư du tuần hoặc duyệt quân. Tiên phong doanh ngày thường sẽ hiệp trợ các Hộ quân bảo vệ Hoàng thành, thay phiên canh gác, có định chế riêng biệt.